# Station Warszawa Gołąbki
Station Warszawa Gołąbki is een spoorwegstation in het stadsdeel Ursus in de Poolse hoofdstad Warschau.